# داستان‌ها (آلبوم آویچی)
داستان‌ها دومین آلبوم استودیویی و طولانی ترین آلبوم از تهیه‌کننده موسیقی و دی‌جی سوئدی، آویچی است. این آلبوم در تاریخ ۲ اکتبر ۲۰۱۵ توسط PRMD Music و آیلند رکوردز منتشر شد. این اثر توسط آویچی به همراهی هنرمندانی از قبیل سالم ال فکیر، الکس ایبرت، کارل فالک، مارتین گریکس و آرش پورنوری در بعضی از آهنگ ها بود. این آخرین آلبوم استودیویی بود که در زمان حیات آویچی ساخته شد.
داستان‌ها با دریافت نظرات مثبتی از سوی منتقدان مواجه شد. ۴ تک آهنگ از آلبوم منتشر شدند: " در انتظار عشق"، "برای یک روز بهتر" ، " پیکان های شکسته" و "Pure Grinding" بهمراه دو آهنگ توسعه یافته دیگر به نام    "ده روز دیگر" و "قراره دوستت داشته باشم" . داستان‌ها تا نوامبر ۲۰۱۵ یک میلیون کپی در سرتاسر جهان فروخت و چهارمین آلبوم برتر در همان سال در پلتفرم اسپاتیفای شد.